# 붙여막기정석
붙여막기정석은 화점정석의 일종으로, 상대의 날일자걸침에 붙여 막는 과정에서 생기는 변화로 나타나는 정석이다.